# Partecipanti alla E3 Saxo Bank Classic 2022
Elenco dei partecipanti alla E3 Saxo Bank Classic 2022.
La E3 Saxo Bank Classic 2022 è stata la sessantaquattresima edizione della corsa. Alla competizione presero parte 25 squadre: le diciotto iscritte all'UCI World Tour 2022 e 7 invitate dell'UCI ProTeam.
Ciascuna delle squadre è composta da sette ciclisti, per un totale di 175 ciclisti accreditati alla partenza.

## Corridori per squadra
Nota: R ritirato, NP non partito, FT fuori tempo, SQ squalificato
| Quick-Step Alpha Vinyl Team        | Quick-Step Alpha Vinyl Team        | Quick-Step Alpha Vinyl Team        | Jumbo-Visma               | Jumbo-Visma               | Jumbo-Visma               | Lotto Soudal             | Lotto Soudal             | Lotto Soudal             |
| ---------------------------------- | ---------------------------------- | ---------------------------------- | ------------------------- | ------------------------- | ------------------------- | ------------------------ | ------------------------ | ------------------------ |
| N°                                 | Ciclista                           | Clas.                              | N°                        | Ciclista                  | Clas.                     | N°                       | Ciclista                 | Clas.                    |
| 1                                  | Kasper Asgreen                     | 10°                                | 11                        | Wout Van Aert             | 1°                        | 21                       | Victor Campenaerts       | R                        |
| 2                                  | Davide Ballerini                   | 53°                                | 12                        | Tiesj Benoot              | 9°                        | 22                       | Cédric Beullens          | 28°                      |
| 3                                  | Mikkel Honoré                      | NP                                 | 13                        | Edoardo Affini            | R                         | 23                       | Michael Schwarzmann      | R                        |
| 4                                  | Stijn Steels                       | R                                  | 14                        | Mike Teunissen            | 12°                       | 24                       | Rüdiger Selig            | R                        |
| 5                                  | Florian Sénéchal                   | 57°                                | 15                        | Tosh Van Der Sande        | R                         | 25                       | Frederik Frison          | R                        |
| 6                                  | Zdeněk Štybar                      | 54°                                | 16                        | Christophe Laporte        | 2°                        | 26                       | Brent Van Moer           | 66°                      |
| 7                                  | Jannik Steimle                     | 58°                                | 17                        | N. Van Hooydonck          | 18°                       | 27                       | Sébastien Grignard       | 75°                      |
| Intermarché-Wanty-Gobert Matériaux | Intermarché-Wanty-Gobert Matériaux | Intermarché-Wanty-Gobert Matériaux | AG2R Citroën Team         | AG2R Citroën Team         | AG2R Citroën Team         | Astana Qazaqstan Team    | Astana Qazaqstan Team    | Astana Qazaqstan Team    |
| N°                                 | Ciclista                           | Clas.                              | N°                        | Ciclista                  | Clas.                     | N°                       | Ciclista                 | Clas.                    |
| 31                                 | Hugo Page                          | 90°                                | 41                        | Greg Van Avermaet         | 42°                       | 51                       | Gianni Moscon            | R                        |
| 32                                 | Adrien Petit                       | R                                  | 42                        | Oliver Naesen             | 21°                       | 52                       | Leonardo Basso           | 105°                     |
| 33                                 | Aimé De Gendt                      | 77°                                | 43                        | Bob Jungels               | 65°                       | 53                       | Manuele Boaro            | R                        |
| 34                                 | Biniam Girmay                      | 5°                                 | 44                        | Stan Dewulf               | 67°                       | 54                       | Michele Gazzoli          | 76°                      |
| 35                                 | Andrea Pasqualon                   | 31°                                | 45                        | Antoine Raugel            | R                         | 55                       | Davide Martinelli        | R                        |
| 36                                 | Kévin Van Melsen                   | 89°                                | 46                        | Michael Schär             | 69°                       | 56                       | Fabio Felline            | 45°                      |
| 37                                 | Barnabás Peák                      | 33°                                | 47                        | Damien Touzé              | 35°                       | 57                       | Artıom Zaharov           | 86°                      |
| Bahrain Victorious                 | Bahrain Victorious                 | Bahrain Victorious                 | Bora-Hansgrohe            | Bora-Hansgrohe            | Bora-Hansgrohe            | Cofidis                  | Cofidis                  | Cofidis                  |
| N°                                 | Ciclista                           | Clas.                              | N°                        | Ciclista                  | Clas.                     | N°                       | Ciclista                 | Clas.                    |
| 61                                 | Matej Mohorič                      | 4°                                 | 71                        | Nils Politt               | 72°                       | 81                       | Piet Allegaert           | 101°                     |
| 62                                 | Heinrich Haussler                  | 25°                                | 72                        | Danny van Poppel          | R                         | 82                       | Tom Bohli                | R                        |
| 63                                 | Filip Maciejuk                     | R                                  | 73                        | Marco Haller              | 17°                       | 83                       | André Carvalho           | 102°                     |
| 64                                 | Jonathan Milan                     | R                                  | 74                        | Jonas Koch                | R                         | 84                       | Wesley Kreder            | 109°                     |
| 65                                 | Kamil Gradek                       | R                                  | 75                        | Jordi Meeus               | R                         | 85                       | Simone Consonni          | R                        |
| 66                                 | Fred Wright                        | 51°                                | 76                        | Ryan Mullen               | 85°                       | 86                       | Kenneth Vanbilsen        | R                        |
| 67                                 | Yukiya Arashiro                    | 97°                                | 77                        | Lukas Pöstlberger         | 88°                       | 87                       | Jelle Wallays            | R                        |
| EF Education-EasyPost              | EF Education-EasyPost              | EF Education-EasyPost              | Groupama-FDJ              | Groupama-FDJ              | Groupama-FDJ              | Ineos Grenadiers         | Ineos Grenadiers         | Ineos Grenadiers         |
| N°                                 | Ciclista                           | Clas.                              | N°                        | Ciclista                  | Clas.                     | N°                       | Ciclista                 | Clas.                    |
| 91                                 | Stefan Bissegger                   | 111°                               | 101                       | Lewis Askey               | 73°                       | 111                      | Jhonatan Narváez         | 6°                       |
| 92                                 | Owain Doull                        | R                                  | 102                       | Kevin Geniets             | R                         | 112                      | Luke Rowe                | 78°                      |
| 93                                 | Ben Healy                          | 84°                                | 103                       | Stefan Küng               | 3°                        | 113                      | Ben Swift                | 106°                     |
| 94                                 | Michael Valgren                    | 20°                                | 104                       | Olivier Le Gac            | 23°                       | 114                      | Ben Turner               | 27°                      |
| 95                                 | Sebastian Langeveld                | 64°                                | 105                       | Fabian Lienhard           | 37°                       | 115                      | Dylan van Baarle         | 8°                       |
| 96                                 | Marijn van den Berg                | 81°                                | 106                       | Tobias Ludvigsson         | 36°                       | 116                      | Magnus Sheffield         | 79°                      |
| 97                                 | Łukasz Wiśniowski                  | R                                  | 107                       | Valentin Madouas          | 7°                        | 117                      | Kim Heiduk               | R                        |
| Israel-Premier Tech                | Israel-Premier Tech                | Israel-Premier Tech                | Movistar Team             | Movistar Team             | Movistar Team             | Team BikeExchange-Jayco  | Team BikeExchange-Jayco  | Team BikeExchange-Jayco  |
| N°                                 | Ciclista                           | Clas.                              | N°                        | Ciclista                  | Clas.                     | N°                       | Ciclista                 | Clas.                    |
| 121                                | Sep Vanmarcke                      | R                                  | 131                       | Alex Aranburu             | 30°                       | 141                      | Luke Durbridge           | 95°                      |
| 122                                | Matthias Brändle                   | R                                  | 132                       | Iñigo Elosegui            | 61°                       | 142                      | Lawson Craddock          | NP                       |
| 123                                | Hugo Houle                         | 44°                                | 133                       | Imanol Erviti             | 99°                       | 143                      | Luka Mezgec              | 63°                      |
| 124                                | Taj Jones                          | R                                  | 134                       | Iván García Cortina       | 16°                       | 144                      | Alexander Edmondson      | 26°                      |
| 125                                | Guy Sagiv                          | R                                  | 135                       | Mathias Norsgaard         | 71°                       | 145                      | Alexander Konychev       | 110°                     |
| 126                                | Tom Van Asbroeck                   | 62°                                | 136                       | Johan Jacobs              | 104°                      | 146                      | Kelland O'Brien          | R                        |
| 127                                | Jenthe Biermans                    | 38°                                | 137                       | Lluís Mas                 | 46°                       | 147                      | Campbell Stewart         | R                        |
| Team DSM                           | Team DSM                           | Team DSM                           | Trek-Segafredo            | Trek-Segafredo            | Trek-Segafredo            | UAE Team Emirates        | UAE Team Emirates        | UAE Team Emirates        |
| N°                                 | Ciclista                           | Clas.                              | N°                        | Ciclista                  | Clas.                     | N°                       | Ciclista                 | Clas.                    |
| 151                                | John Degenkolb                     | 32°                                | 161                       | Jasper Stuyven            | 15°                       | 171                      | Pascal Ackermann         | R                        |
| 152                                | Niklas Märkl                       | 93°                                | 162                       | Edward Theuns             | 59°                       | 172                      | Rui Oliveira             | 49°                      |
| 153                                | Nikias Arndt                       | 47°                                | 163                       | Mads Pedersen             | 24°                       | 173                      | Mikkel Bjerg             | 43°                      |
| 154                                | Leon Heinschke                     | R                                  | 164                       | Quinn Simmons             | R                         | 174                      | Alexys Brunel            | R                        |
| 155                                | Søren Kragh Andersen               | R                                  | 165                       | Alex Kirsch               | 55°                       | 175                      | Felix Groß               | R                        |
| 156                                | Joris Nieuwenhuis                  | 22°                                | 166                       | Daan Hoole                | R                         | 176                      | Oliviero Troia           | R                        |
| 157                                | Kevin Vermaerke                    | R                                  | 167                       | Otto Vergaerde            | 60°                       | 177                      | Vegard Stake Laengen     | 100°                     |
| Alpecin-Fenix                      | Alpecin-Fenix                      | Alpecin-Fenix                      | TotalEnergies             | TotalEnergies             | TotalEnergies             | B&B Hotels-KTM           | B&B Hotels-KTM           | B&B Hotels-KTM           |
| N°                                 | Ciclista                           | Clas.                              | N°                        | Ciclista                  | Clas.                     | N°                       | Ciclista                 | Clas.                    |
| 181                                | Dries De Bondt                     | 19°                                | 191                       | Peter Sagan               | 68°                       | 201                      | Jens Debusschere         | R                        |
| 182                                | Silvan Dillier                     | R                                  | 192                       | Maciej Bodnar             | 50°                       | 202                      | Alexis Gougeard          | R                        |
| 183                                | Michael Gogl                       | 14°                                | 193                       | Daniel Oss                | 39°                       | 203                      | Quentin Jauregui         | 87°                      |
| 184                                | Gianni Vermeersch                  | 29°                                | 194                       | E. Boasson Hagen          | R                         | 204                      | Victor Koretzky          | 41°                      |
| 185                                | Tobias Bayer                       | R                                  | 195                       | Niki Terpstra             | R                         | 205                      | Julien Morice            | R                        |
| 186                                | Scott Thwaites                     | 96°                                | 196                       | Anthony Turgis            | 13°                       | 206                      | Cyril Lemoine            | R                        |
| 187                                | Edward Planckaert                  | R                                  | 197                       | Dries Van Gestel          | 56°                       | 207                      | Jordi Warlop             | R                        |
| Bardiani-CSF-Faizanè               | Bardiani-CSF-Faizanè               | Bardiani-CSF-Faizanè               | Bingoal Pauwels Sauces WB | Bingoal Pauwels Sauces WB | Bingoal Pauwels Sauces WB | Sport Vlaanderen-Baloise | Sport Vlaanderen-Baloise | Sport Vlaanderen-Baloise |
| N°                                 | Ciclista                           | Clas.                              | N°                        | Ciclista                  | Clas.                     | N°                       | Ciclista                 | Clas.                    |
| 211                                | Luca Colnaghi                      | R                                  | 221                       | Karl Patrick Lauk         | R                         | 231                      | Jenno Berckmoes          | R                        |
| 212                                | Filippo Fiorelli                   | R                                  | 222                       | Mathijs Paasschens        | 108°                      | 232                      | Sander De Pestel         | R                        |
| 213                                | Enrico Battaglin                   | R                                  | 223                       | Arjen Livyns              | 34°                       | 233                      | Lindsay De Vylder        | 40°                      |
| 214                                | Sacha Modolo                       | R                                  | 224                       | Dimitri Peyskens          | 83°                       | 234                      | Julian Mertens           | 52°                      |
| 215                                | Alessandro Tonelli                 | 98°                                | 225                       | Ludovic Robeet            | R                         | 235                      | Aaron Van Poucke         | 94°                      |
| 216                                | Enrico Zanoncello                  | R                                  | 226                       | Laurenz Rex               | 103°                      | 236                      | Ward Vanhoof             | 107°                     |
| 217                                | Davide Gabburo                     | 82°                                | 227                       | Tom Wirtgen               | 74°                       | 237                      | Aaron Verwilst           | 91°                      |
| Uno-X Pro Cycling Team             |                                    |                                    |                           |                           |                           |                          |                          |                          |
| N°                                 | Ciclista                           | Clas.                              |                           |                           |                           |                          |                          |                          |
| 241                                | Lasse Norman Leth                  | 70°                                |                           |                           |                           |                          |                          |                          |
| 242                                | Erik Resell                        | 48°                                |                           |                           |                           |                          |                          |                          |
| 243                                | Niklas Larsen                      | R                                  |                           |                           |                           |                          |                          |                          |
| 244                                | Lars Saugstad                      | R                                  |                           |                           |                           |                          |                          |                          |
| 245                                | Anders Skaarseth                   | 80°                                |                           |                           |                           |                          |                          |                          |
| 246                                | Rasmus Tiller                      | 11°                                |                           |                           |                           |                          |                          |                          |
| 247                                | Martin Urianstad                   | 92°                                |                           |                           |                           |                          |                          |                          |